# Comunidad autónoma
En España, una comunidad autónoma (C. A.) es una entidad territorial que, dentro del actual ordenamiento jurídico constitucional, está dotada de autonomía, con instituciones y representantes propios y determinadas competencias legislativas, ejecutivas y administrativas, lo que la asimila en muchos aspectos a entidades federadas.

## Historia
La promulgación de la Constitución española de 1978, que recoge «el derecho a la autonomía de las nacionalidades y regiones» que forman el Estado, supuso un cambio de 180 grados con respecto al régimen anterior, la dictadura franquista, que se basaba en planes centralizados tradicionales. La Constitución de 1978 daba así respuesta a un problema que había surgido repetidamente en la historia de España como resultado de las diferentes identidades sobre las que se ha construido la unidad de España.
Tras la ratificación de la carta magna, y como resultado de la implementación de los principios contenidos en el Título VIII, entre 1979 y 1983 se completó el proceso de instauración de las 16 comunidades autónomas y de la comunidad foral, mediante la aprobación de sus Estatutos de Autonomía, aunque solo cuatro de ellos —Cataluña, País Vasco, Galicia y Andalucía— han sido refrendados por sus ciudadanos. Han sido también dotadas de su propio órgano de gobierno e instituciones representativas. Hay que destacar que el proceso que ofrece la Constitución española no obliga ni a las regiones ni a las nacionalidades, sino que es, en teoría, un derecho para ellas. No obstante, en la práctica, los pactos autonómicos obligaron a las provincias a formar comunidades autónomas. De hecho, sirva como ejemplo que, en marzo de 1983, la única provincia que no formaba parte de ninguna comunidad, Segovia, fue obligada por decreto del Gobierno a integrarse en Castilla y León «por motivos de interés nacional».
El 31 de julio de 1981, Leopoldo Calvo-Sotelo, presidente del Gobierno, y Felipe González, líder de la oposición, acuerdan los primeros pactos autonómicos, que prevén un mapa de 17 autonomías, con las mismas instituciones pero con distintas competencias. En 1995, se actualizó con los Segundos Pactos Autonómicos, firmado entre el entonces presidente, Felipe González, y el líder de la oposición, José María Aznar, por el cual se crean las dos ciudades autónomas, Ceuta y Melilla. Fruto de estos acuerdos, en 1995 se dará por cerrado el «mapa de las autonomías» a nuevas remodelaciones o ampliaciones.
Desde 2003, y para fines estadísticos, basadas en las normativas europeas y fijadas por la Eurostat, se encuentran las unidades NUTS en vigor en la Unión Europea. Las 17 comunidades autónomas españolas se encuentran clasificadas en los niveles NUTS 2.

## Organización básica de la administración autonómica
El artículo 152.1 de la Constitución establece la organización institucional básica de aquellas comunidades autónomas que accedieron a la autonomía por la denominada «vía rápida», esto es, País Vasco, Cataluña, Galicia y Andalucía. No obstante, dicha organización institucional básica ha sido la que, mediante sus respectivos Estatutos de Autonomía, han asumido todas las comunidades autónomas, con independencia de su vía de acceso a la autonomía política.
Así, en la actualidad, los órganos básicos comunes a todas las comunidades autónomas son una Asamblea Legislativa, elegida por sufragio universal; un Consejo de Gobierno, con funciones ejecutivas; y un presidente de la comunidad autónoma, elegido por la Asamblea Legislativa de entre sus miembros, que ostenta la más alta representación de la Comunidad.

### La asamblea legislativa
La asamblea es el parlamento autonómico unicameral, que en las distintas comunidades se denomina de diferentes formas:
- Parlamento: Andalucía, Canarias, Cantabria, Cataluña, Galicia, Islas Baleares, La Rioja, Comunidad foral de Navarra y País Vasco.
- Cortes: Aragón, Castilla-La Mancha, Castilla y León y Comunidad Valenciana.
- Asamblea: Extremadura, Comunidad de Madrid, Ceuta, Melilla y Región de Murcia.
- Junta General: Principado de Asturias.

Elección
El sistema de elección de los miembros es por sufragio universal, siguiendo el mismo régimen de incompatibilidad e inelegibilidad que las Cortes Generales. Las elecciones se celebran el último domingo de mayo cada cuatro años, en todas las comunidades excepto en:
- Andalucía, Canarias, Cataluña, Galicia, País Vasco, la Comunidad Valenciana y Castilla y León pueden disolver el parlamento y convocar elecciones cuando le parezca oportuno al respectivo presidente autonómico siempre que sea antes de que termine su legislatura.
- Comunidad Foral de Navarra, el Principado de Asturias y Aragón sí que las celebran el cuarto domingo de mayo cada cuatro años, aunque después de la reforma de sus estatutos, y el Amejoramiento del fuero en el caso navarro, el presidente de cada comunidad autónoma puede disolver las cortes y convocar elecciones cuando le parezca oportuno, siempre que sea antes de que termine su legislatura.

Funciones
Las comunidades autónomas gozan de potestad legislativa, la cual reside en su asamblea. Además de otras funciones: presupuestarias, control del ejecutivo autonómico, elección del gobierno, del presidente del ejecutivo, participación en las reformas de la Constitución, control de la constitucionalidad de Leyes y disposiciones con fuerza de Ley, participación en la composición del Senado.

### Poder ejecutivo

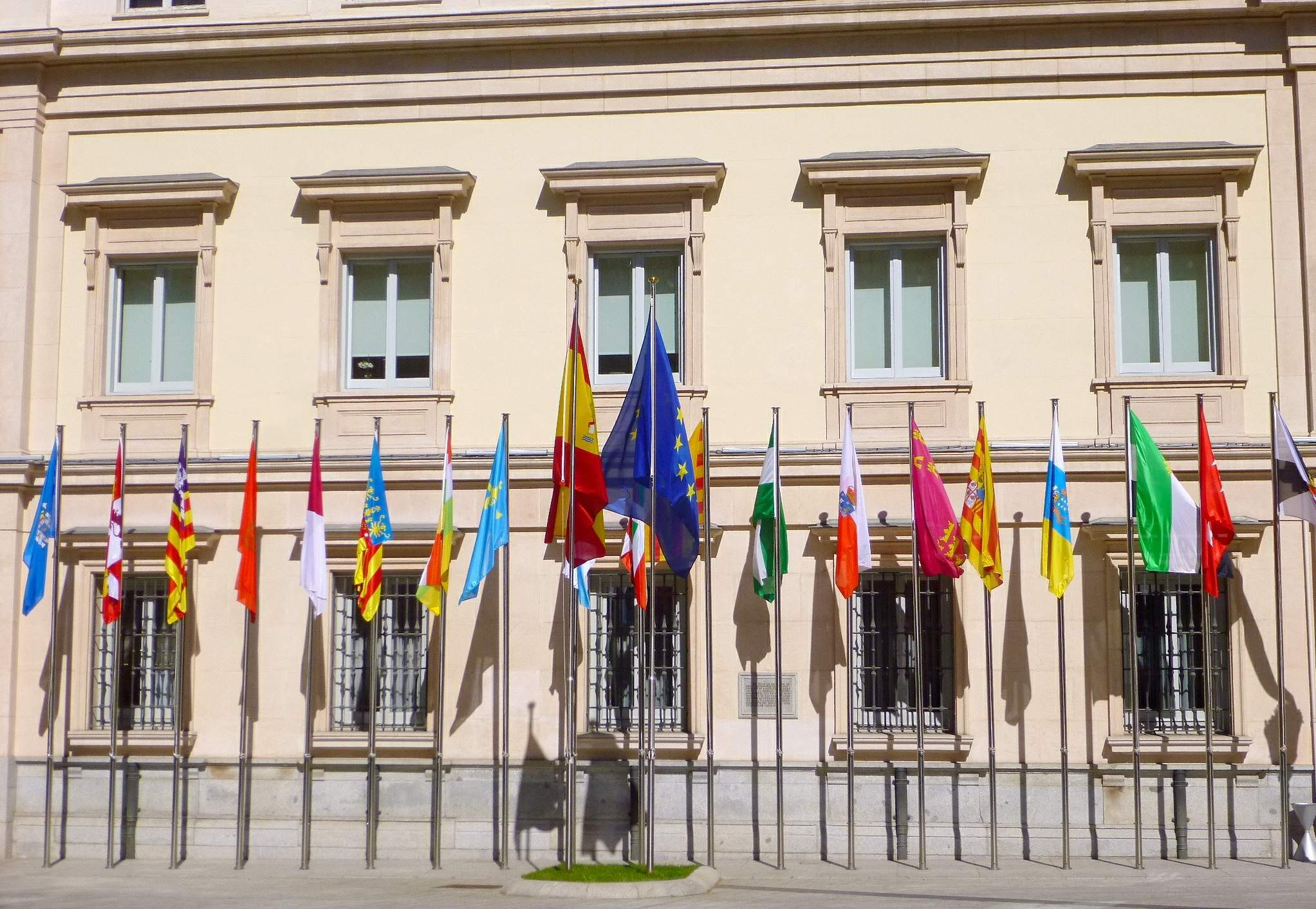
Banderas de las 19 autonomías de España, junto con las banderas de España y la Unión Europea, en la fachada del Palacio del Senado en Madrid

#### El presidente

##### Nombramiento
Una vez celebradas las elecciones y constituida la asamblea legislativa, en las comunidades autónomas en que solo es posible un candidato a presidirla, el presidente del parlamento autonómico lo propone. El candidato propuesto resulta elegido si es apoyado por una mayoría absoluta en primera votación o en segunda por mayoría simple. En las comunidades autónomas es que es posible varios candidatos estos son propuestos por los grupos parlamentarios y son elegidos en primera votación los que consigan mayoría absoluta. De no obtenerse mayoría absoluta, será elegido el candidato que obtenga mayoría simple en una segunda votación, en la que participan todos los candidatos en el País Vasco y solo los dos más votados en Asturias.
Si no obtuviese el apoyo se repetirán las votaciones con distintas candidaturas, hasta que si pasados 2 meses desde la primera votación ninguno de los candidatos hubiese obtenido el apoyo, se disolverá la cámara, y se volverán a convocar elecciones.

##### Funciones
Dirección del consejo de gobierno y suprema representación de la Comunidad, representación del Estado en la comunidad autónoma. Promulga y ordena la publicación de las Leyes y del nombramiento del poder judicial en la comunidad.

#### El Consejo de Gobierno
Es el máximo órgano ejecutivo colegiado de la Comunidad autónoma. Sus funciones son la administración civil, ejecución de las leyes y reglamentación. Los miembros responden ante el Tribunal Superior de Justicia, tanto en el ámbito civil, como penal. Están sometidos a control político a través de la cuestión de confianza y la moción de censura. Está presidido por el presidente de la comunidad autónoma, que nombra y cesa a sus miembros.

### Otros órganos
Las Comunidades pueden crear sus propios Tribunales de Cuentas, Defensores del Pueblo (en Aragón es la figura del Justicia de Aragón quien cumple con ese deber además de ser la tercera autoridad junto al presidente de la Diputación General de Aragón y al presidente de las Cortes de Aragón) y otros organismos para su buen funcionamiento.

## Competencias y financiación
Los artículos 148 y 149 de la Constitución española enumeran las «competencias» potenciales de las comunidades autónomas, así como las áreas que el gobierno central mantiene como «competencias» exclusivas o compartidas. Así, «las Comunidades Autónomas podrán asumir competencias» en educación, sistema de salud, cultura y lengua, patrimonio, asistencia social, ordenación del territorio y urbanismo, protección del medio ambiente, transporte público, agricultura, etc. Las competencias transferidas dependen de los estatutos de autonomía y pueden variar considerablemente; por ejemplo, el País Vasco y Navarra disponen de un poder y autonomía fiscal más extensivos, mientras que los servicios básicos de las ciudades autónomas de Ceuta y Melilla son generalmente provistos por el gobierno central, debido a su localización y circunstancias.
Las comunidades autónomas de régimen común (todas las CC. AA. excepto País Vasco y Navarra, que tienen un régimen foral) comparten la gestión de impuestos con el gobierno central, por ejemplo recogiendo sus propios impuestos patrimoniales y sucesiones, recogiendo una parte del impuesto sobre la renta (IRPF), mientras que el 50% de los fondos generados por el IVA y el impuesto especial sobre el alcohol son cedidos a las CC. AA. por el gobierno central. La división territorial de España se basa en el principio de equidad, pues existen medidas para garantizar un nivel similar de financiación para los servicios públicos de las distintas comunidades, a pesar de las diferencias económicas entre las CC. AA.

## Índice de comunidades y ciudades autónomas
| Comunidad autónoma         | Bandera                | Escudo                             | Provincia     | Capital provincial         | Capital autonómica                                                               | Estatuto de Autonomía                                      | Localización |
| -------------------------- | ---------------------- | ---------------------------------- | ------------- | -------------------------- | -------------------------------------------------------------------------------- | ---------------------------------------------------------- | ------------ |
| Andalucía                  |                        |                                    | Almería       | Almería                    | Sevilla                                                                          | 2007 (en sustitución del anterior Estatuto, de 1981)       |              |
| Andalucía                  | Cádiz                  | Cádiz                              |               |                            | Sevilla                                                                          | 2007 (en sustitución del anterior Estatuto, de 1981)       |              |
| Andalucía                  | Córdoba                | Córdoba                            |               |                            | Sevilla                                                                          | 2007 (en sustitución del anterior Estatuto, de 1981)       |              |
| Andalucía                  | Granada                | Granada                            |               |                            | Sevilla                                                                          | 2007 (en sustitución del anterior Estatuto, de 1981)       |              |
| Andalucía                  | Huelva                 | Huelva                             |               |                            | Sevilla                                                                          | 2007 (en sustitución del anterior Estatuto, de 1981)       |              |
| Andalucía                  | Jaén                   | Jaén                               |               |                            | Sevilla                                                                          | 2007 (en sustitución del anterior Estatuto, de 1981)       |              |
| Andalucía                  | Málaga                 | Málaga                             |               |                            | Sevilla                                                                          | 2007 (en sustitución del anterior Estatuto, de 1981)       |              |
| Andalucía                  | Sevilla                | Sevilla                            |               |                            | Sevilla                                                                          | 2007 (en sustitución del anterior Estatuto, de 1981)       |              |
| Aragón                     |                        |                                    | Huesca        | Huesca                     | Zaragoza                                                                         | 1982 (reformado en 1994, 1996 y 2007)                      |              |
| Aragón                     | Teruel                 | Teruel                             |               |                            | Zaragoza                                                                         | 1982 (reformado en 1994, 1996 y 2007)                      |              |
| Aragón                     | Zaragoza               | Zaragoza                           |               |                            | Zaragoza                                                                         | 1982 (reformado en 1994, 1996 y 2007)                      |              |
| Principado de Asturias     |                        |                                    | Uniprovincial | Oviedo                     | Oviedo                                                                           | 1981 (reformado en 1991, 1994 y 1999)                      |              |
| Islas Baleares             |                        |                                    | Uniprovincial | Palma de Mallorca          | Palma de Mallorca                                                                | 2007 (en sustitución del anterior Estatuto, de 1983)       |              |
| Canarias                   |                        |                                    | Las Palmas    | Las Palmas de Gran Canaria | Capitalidad compartida entre Las Palmas de Gran Canaria y Santa Cruz de Tenerife | 1982 (reformado en 1996)                                   |              |
| Canarias                   | Santa Cruz de Tenerife | Santa Cruz de Tenerife             |               |                            | Capitalidad compartida entre Las Palmas de Gran Canaria y Santa Cruz de Tenerife | 1982 (reformado en 1996)                                   |              |
| Cantabria                  |                        |                                    | Uniprovincial | Santander                  | Santander                                                                        | 1981 (reformado en 1991, 1994, 1997, 1998 y 2002)          |              |
| Castilla-La Mancha         |                        |                                    | Albacete      | Albacete                   | No declarada (de facto, Toledo)                                                  | 1982 (reformado en 1991, 1994, 1997 y 2002)                |              |
| Castilla-La Mancha         | Ciudad Real            | Ciudad Real                        |               |                            | No declarada (de facto, Toledo)                                                  | 1982 (reformado en 1991, 1994, 1997 y 2002)                |              |
| Castilla-La Mancha         | Cuenca                 | Cuenca                             |               |                            | No declarada (de facto, Toledo)                                                  | 1982 (reformado en 1991, 1994, 1997 y 2002)                |              |
| Castilla-La Mancha         | Guadalajara            | Guadalajara                        |               |                            | No declarada (de facto, Toledo)                                                  | 1982 (reformado en 1991, 1994, 1997 y 2002)                |              |
| Castilla-La Mancha         | Toledo                 | Toledo                             |               |                            | No declarada (de facto, Toledo)                                                  | 1982 (reformado en 1991, 1994, 1997 y 2002)                |              |
| Castilla y León            |                        |                                    | Ávila         | Ávila                      | No declarada (de facto, Valladolid)                                              | 1983 (no refrendado, reformado en 1988, 1994, 1999 y 2007) |              |
| Castilla y León            | Burgos                 | Burgos                             |               |                            | No declarada (de facto, Valladolid)                                              | 1983 (no refrendado, reformado en 1988, 1994, 1999 y 2007) |              |
| Castilla y León            | León                   | León                               |               |                            | No declarada (de facto, Valladolid)                                              | 1983 (no refrendado, reformado en 1988, 1994, 1999 y 2007) |              |
| Castilla y León            | Palencia               | Palencia                           |               |                            | No declarada (de facto, Valladolid)                                              | 1983 (no refrendado, reformado en 1988, 1994, 1999 y 2007) |              |
| Castilla y León            | Salamanca              | Salamanca                          |               |                            | No declarada (de facto, Valladolid)                                              | 1983 (no refrendado, reformado en 1988, 1994, 1999 y 2007) |              |
| Castilla y León            | Segovia                | Segovia                            |               |                            | No declarada (de facto, Valladolid)                                              | 1983 (no refrendado, reformado en 1988, 1994, 1999 y 2007) |              |
| Castilla y León            | Soria                  | Soria                              |               |                            | No declarada (de facto, Valladolid)                                              | 1983 (no refrendado, reformado en 1988, 1994, 1999 y 2007) |              |
| Castilla y León            | Valladolid             | Valladolid                         |               |                            | No declarada (de facto, Valladolid)                                              | 1983 (no refrendado, reformado en 1988, 1994, 1999 y 2007) |              |
| Castilla y León            | Zamora                 | Zamora                             |               |                            | No declarada (de facto, Valladolid)                                              | 1983 (no refrendado, reformado en 1988, 1994, 1999 y 2007) |              |
| Cataluña                   |                        | El escudo, símbolo no oficializado | Barcelona     | Barcelona                  | Barcelona                                                                        | 2006 (en sustitución del anterior Estatuto, de 1979)       |              |
| Cataluña                   | Gerona                 | El escudo, símbolo no oficializado | Gerona        |                            | Barcelona                                                                        | 2006 (en sustitución del anterior Estatuto, de 1979)       |              |
| Cataluña                   | Lérida                 | El escudo, símbolo no oficializado | Lérida        |                            | Barcelona                                                                        | 2006 (en sustitución del anterior Estatuto, de 1979)       |              |
| Cataluña                   | Tarragona              | El escudo, símbolo no oficializado | Tarragona     |                            | Barcelona                                                                        | 2006 (en sustitución del anterior Estatuto, de 1979)       |              |
| Comunidad Valenciana       |                        |                                    | Alicante      | Alicante                   | Valencia                                                                         | 2006 (en sustitución del anterior Estatuto, de 1982)       |              |
| Comunidad Valenciana       | Castellón              | Castellón de la Plana              |               |                            | Valencia                                                                         | 2006 (en sustitución del anterior Estatuto, de 1982)       |              |
| Comunidad Valenciana       | Valencia               | Valencia                           |               |                            | Valencia                                                                         | 2006 (en sustitución del anterior Estatuto, de 1982)       |              |
| Extremadura                |                        |                                    | Badajoz       | Badajoz                    | Mérida                                                                           | 1983 (reformado en 1991, 1994, 1999, 2002 y 2011)          |              |
| Extremadura                | Cáceres                | Cáceres                            |               |                            | Mérida                                                                           | 1983 (reformado en 1991, 1994, 1999, 2002 y 2011)          |              |
| Galicia                    |                        |                                    | La Coruña     | La Coruña                  | Santiago de Compostela                                                           | 1981                                                       |              |
| Galicia                    | Lugo                   | Lugo                               |               |                            | Santiago de Compostela                                                           | 1981                                                       |              |
| Galicia                    | Orense                 | Orense                             |               |                            | Santiago de Compostela                                                           | 1981                                                       |              |
| Galicia                    | Pontevedra             | Pontevedra                         |               |                            | Santiago de Compostela                                                           | 1981                                                       |              |
| La Rioja                   |                        |                                    | Uniprovincial | Logroño                    | Logroño                                                                          | 1982                                                       |              |
| Comunidad de Madrid        |                        |                                    | Uniprovincial | Madrid                     | Madrid                                                                           | 1983                                                       |              |
| Región de Murcia           |                        |                                    | Uniprovincial | Murcia                     | Murcia                                                                           | 1982                                                       |              |
| Comunidad Foral de Navarra |                        |                                    | Uniprovincial | Pamplona                   | Pamplona                                                                         | 1982 (Amejoramiento del Fuero)                             |              |
| País Vasco                 |                        |                                    | Álava         | Vitoria                    | No declarada (de facto, Vitoria)                                                 | 1979                                                       |              |
| País Vasco                 | Guipúzcoa              | San Sebastián                      |               |                            | No declarada (de facto, Vitoria)                                                 | 1979                                                       |              |
| País Vasco                 | Vizcaya                | Bilbao                             |               |                            | No declarada (de facto, Vitoria)                                                 | 1979                                                       |              |
| Ciudad autónoma            | Ciudad autónoma        | Ciudad autónoma                    | Bandera       | Escudo                     | Escudo                                                                           | Estatuto de Autonomía                                      | Localización |
| Ceuta                      | Ceuta                  | Ceuta                              |               |                            |                                                                                  | 1995                                                       |              |
| Melilla                    | Melilla                | Melilla                            |               |                            |                                                                                  | 1995                                                       |              |

## Comunidades por superficie y población
En estos cuadros figuran los datos de superficie y de población (datos del padrón municipal de habitantes, INE a fecha 1 de enero de 2024) de las comunidades autónomas.
| Superficie                  | Superficie                  | Superficie       | Superficie |
| Comunidad o ciudad autónoma | Comunidad o ciudad autónoma | Superficie (km²) | Porcentaje |
| --------------------------- | --------------------------- | ---------------- | ---------- |
| 1                           | Castilla y León             | 94 226           | 18,6 %     |
| 2                           | Andalucía                   | 87 268           | 17,2 %     |
| 3                           | Castilla-La Mancha          | 79 463           | 15,7 %     |
| 4                           | Aragón                      | 47 719           | 9,4 %      |
| 5                           | Extremadura                 | 41 635           | 8,2 %      |
| 6                           | Cataluña                    | 32 107           | 6,3 %      |
| 7                           | Galicia                     | 29 574           | 5,8 %      |
| 8                           | Comunidad Valenciana        | 23 255           | 4,6 %      |
| 9                           | Región de Murcia            | 11 313           | 2,9 %      |
| 10                          | Principado de Asturias      | 10 604           | 2,1 %      |
| 11                          | Comunidad Foral de Navarra  | 10 391           | 2,0 %      |
| 12                          | Comunidad de Madrid         | 8022             | 1,6 %      |
| 13                          | Canarias                    | 7447             | 1,5 %      |
| 14                          | País Vasco                  | 7234             | 1,4 %      |
| 15                          | Cantabria                   | 5326             | 1,0 %      |
| 16                          | La Rioja                    | 5045             | 1,0 %      |
| 17                          | Islas Baleares              | 4992             | 1,0 %      |
| 18                          | Ceuta                       | 19               | 0,0 %      |
| 19                          | Melilla                     | 12               | 0,0 %      |
| TOTAL                       | TOTAL                       | 504 645          | 100 %      |

| Población                   | Población                   | Población  | Población  | Población           |
| Comunidad o ciudad autónoma | Comunidad o ciudad autónoma | Población  | Porcentaje | Densidad (hab./km²) |
| --------------------------- | --------------------------- | ---------- | ---------- | ------------------- |
| 1                           | Andalucía                   | 8 619 616  | 17,84 %    | 98,76               |
| 2                           | Cataluña                    | 8 012 231  | 16,35 %    | 249,5               |
| 3                           | Comunidad de Madrid         | 7 001 715  | 14,17 %    | 844,53              |
| 4                           | Comunidad Valenciana        | 5 319 285  | 10,69 %    | 228,73              |
| 5                           | Galicia                     | 2 705 833  | 5,65 %     | 91,51               |
| 6                           | Castilla y León             | 2 391 682  | 4,98 %     | 25,42               |
| 7                           | País Vasco                  | 2 227 684  | 4,63 %     | 307,94              |
| 8                           | Canarias                    | 2 202 048  | 4,57 %     | 292,19              |
| 9                           | Castilla-La Mancha          | 2 104 433  | 4,32 %     | 26,48               |
| 10                          | Región de Murcia            | 1 552 457  | 3,22 %     | 137,22              |
| 11                          | Aragón                      | 1 351 591  | 2,78 %     | 28,32               |
| 12                          | Islas Baleares              | 1 231 487  | 2,47 %     | 244,34              |
| 13                          | Extremadura                 | 1 054 681  | 2,21 %     | 25,33               |
| 14                          | Principado de Asturias      | 1 009 599  | 2,11 %     | 95,21               |
| 15                          | Comunidad Foral de Navarra  | 678 333    | 1,39 %     | 65,28               |
| 16                          | Cantabria                   | 590 851    | 1,23 %     | 111,04              |
| 17                          | La Rioja                    | 324 184    | 0,67 %     | 64,27               |
| 18                          | Melilla                     | 85 811     | 0,18 %     | 6976,50             |
| 19                          | Ceuta                       | 83 229     | 0,17 %     | 4498,86             |
| TOTAL                       | TOTAL                       | 48 797 875 | 100 %      | 95,26               |

## Economía y PIB

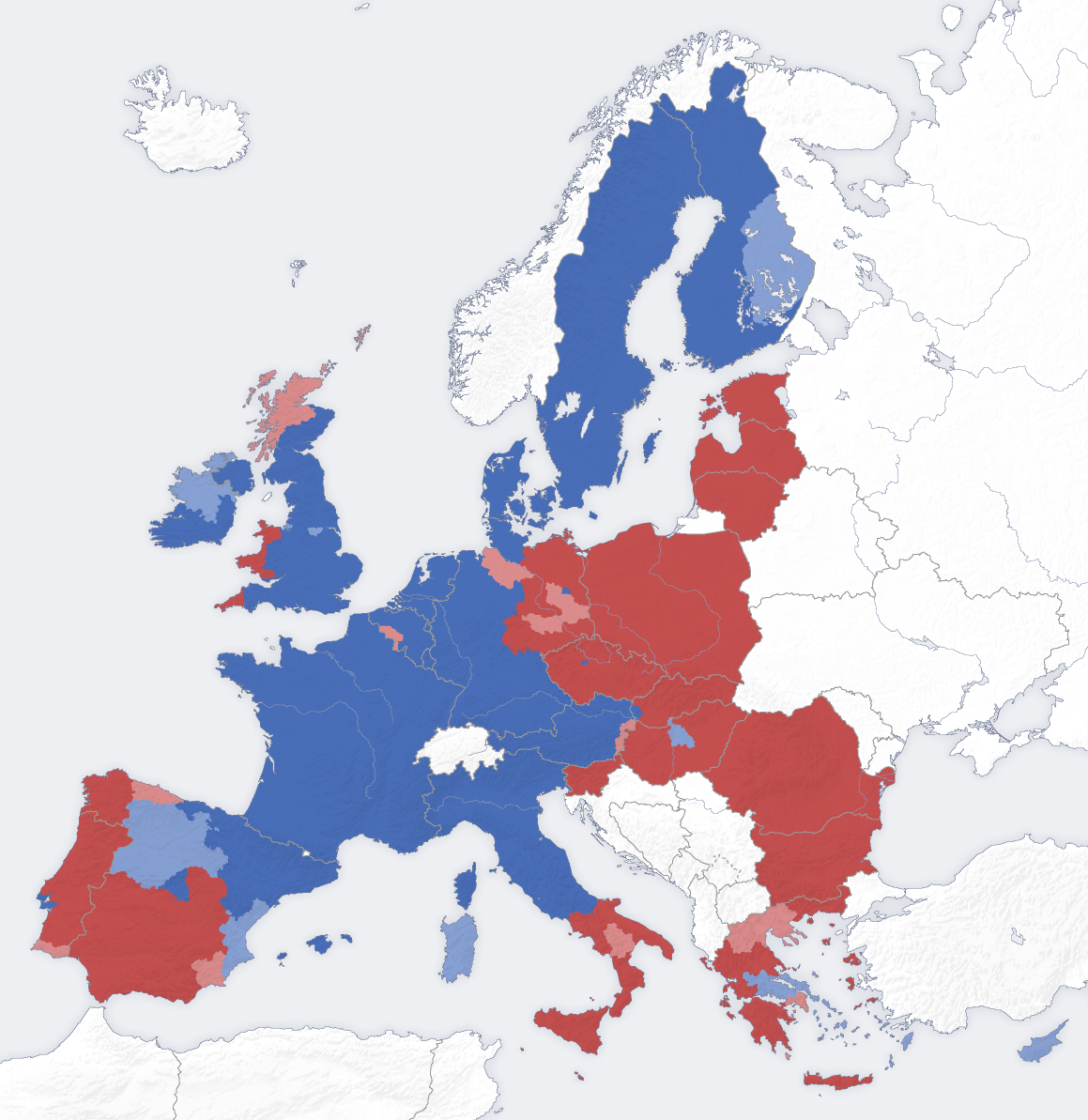
Fondo Europeo de Desarrollo Regional para el periodo 2007-2013.
Regiones en convergencia.
Regiones en disminución progresiva.
Regiones en incremento progresivo.
Regiones competitivas y generadoras de empleo.

A continuación encontramos la lista de comunidades autónomas españolas ordenadas por renta per cápita (2018). Es de gran importancia conocer la renta per cápita de una comunidad autónoma, pues de ello depende la cantidad de fondos europeos que recibe una región. Las regiones «menos desarrolladas», cuyo PIB per cápita es inferior al 75 % de la media de la UE, siguen siendo la principal prioridad de la Política de Cohesión (Objetivo 1). Las regiones «en transición», cuyo PIB per cápita está situado entre el 75 % y el 90 % de la media de la UE, serán el Objetivo 2. En el caso de España, en 2010 tan solo Extremadura se encontraba en dicha situación.
| #             | Nombre                 | PIB per cápita | España = 100 % |
| ------------- | ---------------------- | -------------- | -------------- |
| 1             | Comunidad de Madrid    | 35 041 €       | 136,2 %        |
| 2             | País Vasco             | 33 223 €       | 129,1 %        |
| 3             | Navarra                | 31 389 €       | 122,0 %        |
| Unión Europea | Unión Europea          | 30 960 €       | 120,3 %        |
| 4             | Cataluña               | 30 426 €       | 118,3 %        |
| 5             | Aragón                 | 28 151 €       | 109,4 %        |
| 6             | Islas Baleares         | 27 682 €       | 107,6 %        |
| 7             | La Rioja               | 27 225 €       | 105,8 %        |
| España        | España                 | 25 727 €       | 100,0%         |
| 8             | Castilla y León        | 24 031 €       | 93,4 %         |
| 9             | Cantabria              | 23 757 €       | 92,3 %         |
| 10            | Galicia                | 23 183 €       | 90,1 %         |
| 11            | Principado de Asturias | 22 789 €       | 88,6 %         |
| 12            | Comunidad Valenciana   | 22 426 €       | 87,2 %         |
| 13            | Región de Murcia       | 21 269 €       | 82,7 %         |
| 14            | Canarias               | 20 892 €       | 81,2 %         |
| 15            | Castilla-La Mancha     | 20 363 €       | 79,2 %         |
| 16            | Ceuta                  | 20 120 €       | 78,2 %         |
| 17            | Andalucía              | 19 107 €       | 74,3 %         |
| 18            | Extremadura            | 18 769 €       | 72,9 %         |
| 19            | Melilla                | 18 533 €       | 72,0 %         |

| #           | Nombre                 | PIB (nominal) millones de € | %      |
| ----------- | ---------------------- | --------------------------- | ------ |
| 1           | Comunidad de Madrid    | 230 795                     | 19,2 % |
| 2           | Cataluña               | 228 682                     | 19 %   |
| 3           | Andalucía              | 160 622                     | 13,4 % |
| 4           | Comunidad Valenciana   | 110 979                     | 9,2 %  |
| 5           | País Vasco             | 72 170                      | 6 %    |
| 6           | Galicia                | 62 570                      | 5,2 %  |
| 7           | Castilla y León        | 57 926                      | 4,8 %  |
| 8           | Canarias               | 45 720                      | 3,8 %  |
| 9           | Castilla-La Mancha     | 41 345                      | 3,4 %  |
| 10          | Aragón                 | 37 038                      | 3,1 %  |
| 11          | Islas Baleares         | 32 542                      | 2,7 %  |
| 12          | Región de Murcia       | 31 458                      | 2,6 %  |
| 13          | Principado de Asturias | 23 340                      | 1,9 %  |
| 14          | Navarra                | 20 282                      | 1,7 %  |
| 15          | Extremadura            | 20 028                      | 1,7 %  |
| 16          | Cantabria              | 13 801                      | 1,1 %  |
| 17          | La Rioja               | 8513                        | 0,7 %  |
| 18          | Ceuta                  | 1709                        | 0,1 %  |
| 19          | Melilla                | 1568                        | 0,1 %  |
| Extra-regio | Extra-regio            | 1103                        | 0,1 %  |
| Total       | Total                  | 1 202 193                   | 100 %  |

## PIB per cápita de las CC.AA (2022)

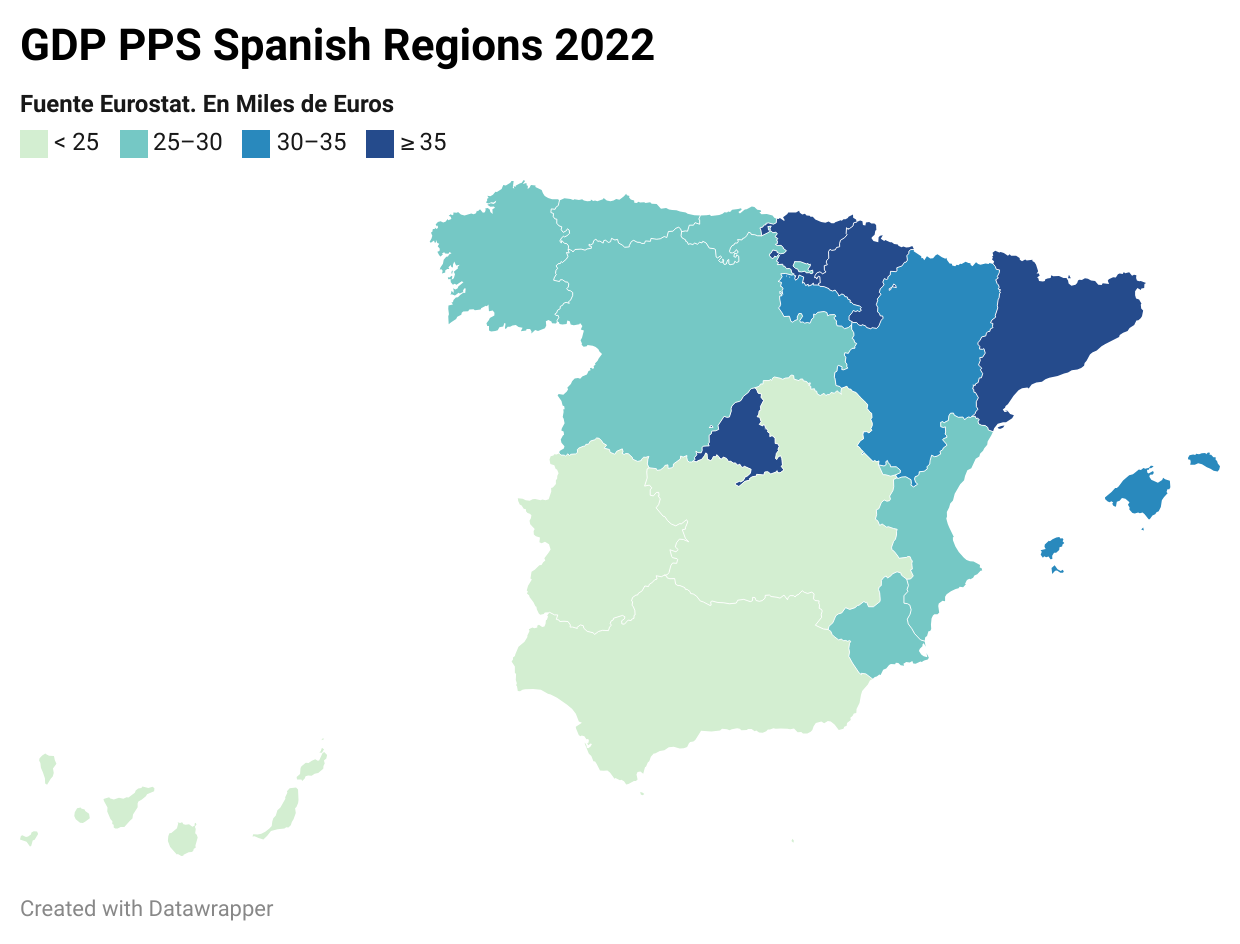
Mapa actualizado del PIB (PPS) de las CC.AA, según datos actualizados de Eurostat 2022.

## Presupuestos y distribución de la renta
La puesta en funcionamiento de las comunidades autónomas determinó la necesidad de crear un sistema de financiación que garantizara la obtención de los recursos necesarios para ejercer las competencias que estas nuevas administraciones territoriales iban asumiendo. La Constitución de 1978 determinaba los aspectos básicos de la financiación autonómica en sus artículos 156 a 158. En ellos se establecen estos principios:
- Autonomía financiera, que supone la libertad de las Comunidades para decidir sobre sus gastos e ingresos, aunque no de forma absoluta, sino en relación con los demás principios.
- Solidaridad, en cuanto equilibrio económico adecuado y justo entre las diversas partes del territorio.
- Igualdad, a los efectos de impedir que las diferencias entre Estatutos impliquen privilegios económicos o sociales.
- Coordinación con la Hacienda Estatal, como garantía de eficacia del funcionamiento del conjunto del Estado Autonómico.

Sin embargo, estos principios comunes no determinan la existencia de un modelo único. Por el contrario, el reconocimiento de los derechos históricos por la Constitución (Disposición Adicional Primera) se tradujo en un sistema de Convenio y Concierto aplicables exclusivamente a los territorios forales de Navarra y el País Vasco, mientras que el resto de las Comunidades se rige por el régimen común, cuyas bases quedan establecidas en la Ley Orgánica 8/1980, de 22 de septiembre, de Financiación de las Comunidades Autónomas (LOFCA).

### Régimen foral
El Estatuto de Autonomía para el País Vasco vino a reconocer el régimen de Concierto Económico para la financiación de sus territorios históricos (Álava, Guipúzcoa y Vizcaya) configurándose un sistema propio y característico. El primer Concierto Económico fue aprobado por la ley 12/1981, de 13 de mayo y su validez se extendía hasta el 31 de diciembre de 2001. La Ley 12/2002, de 23 de mayo, aprobó, con carácter indefinido, el Concierto Económico vigente, estableciendo que cada cinco años se aprobará una ley de metodología del cupo del quinquenio.

### Ingresos
La distribución de la renta por comunidades autónomas arroja datos paradójicos. La Comunidad de Madrid, que es una de las mayores en cuanto a PIB, es la peor parada si dividimos los presupuestos de la comunidad entre el número de habitantes, lo que llamamos ingresos por persona. Ordenadas de mayor a menor, las diferencias entre las "comunidades ricas" y las "comunidades pobres" son de, prácticamente, el 100 %. En primer lugar, tenemos a Navarra, con 7967 € por persona; en segundo lugar, La Rioja, con 6121 € por persona; en tercer lugar, Extremadura, con 6067 € por persona. 
La ciudad autónoma de Ceuta dispone de 4717 € por persona; Melilla ostenta 4251 € por persona; y Madrid, paradójicamente una de las de mayor PIB de España, es el farolillo rojo, contando con 3809 € por persona. 
| Comunidades y ciudades autónomas               |                        |                 |                    |
| #                                              | C. A.                  | Ingresos (2022) | Ingr./pers. (2022) |
| 1                                              | Navarra                | 5 273 127       | 7967 €             |
| 2                                              | La Rioja               | 1 939 235       | 6121 €             |
| 3                                              | Extremadura            | 6 381 008       | 6067 €             |
| 4                                              | País Vasco             | 13 140 577      | 6024 €             |
| 5                                              | Cataluña               | 44 573 733      | 5781 €             |
| 6                                              | Cantabria              | 3 342 637       | 5712 €             |
| 7                                              | Comunidad Valenciana   | 28 468 015      | 5575 €             |
| 8                                              | Castilla-La Mancha     | 11 436 318      | 5557 €             |
| 9                                              | Aragón                 | 6 991 666       | 5315 €             |
| 10                                             | Principado de Asturias | 5 289 634       | 5261 €             |
| 11                                             | Islas Baleares         | 6 397 822       | 5192 €             |
| 12                                             | Galicia                | 13 107 581      | 4866 €             |
| 13                                             | Castilla y León        | 11 235 461      | 4729 €             |
| 14                                             | Ceuta                  | 389 500         | 4717 €             |
| 15                                             | Región de Murcia       | 6 962 802       | 4547 €             |
| 16                                             | Canarias               | 9 973 597       | 4410 €             |
| 17                                             | Melilla                | 362 023         | 4251 €             |
| 18                                             | Andalucía              | 36 074 925      | 4225 €             |
| 19                                             | Comunidad de Madrid    | 25 999 172      | 3809 €             |
| * fuente: Datosmacro, 2022. En miles de euros. |                        |                 |                    |

## Presidentes de las comunidades y ciudades autónomas
| 13 | 4 | 1 | 1 |

Los diecisiete presidentes y los dos alcaldes-presidentes autonómicos actuales de España son:
- En negrita: mandato actual

| Comunidad autónoma     | Gobierno                                       | Imagen                              | Presidente Título                                                                | Formación política | Formación política | Mandatos                                                                  | Gobierno                           |
| ---------------------- | ---------------------------------------------- | ----------------------------------- | -------------------------------------------------------------------------------- | ------------------ | ------------------ | ------------------------------------------------------------------------- | ---------------------------------- |
| Andalucía              | Junta de Andalucía                             |                                     | Juan Manuel Moreno Presidente de la Junta de Andalucía                           |                    | PP                 | 2018-2022 2022-Actual                                                     | PP                                 |
| Andalucía              | Junta de Andalucía                             | Mayoría                             | Juan Manuel Moreno Presidente de la Junta de Andalucía                           |                    | PP                 | 2018-2022 2022-Actual                                                     |                                    |
| Aragón                 | Gobierno de Aragón                             |                                     | Jorge Azcón Presidente del Gobierno de Aragón                                    |                    | PP                 | 2023-Actual                                                               | PP                                 |
| Aragón                 | Gobierno de Aragón                             | Minoría                             | Jorge Azcón Presidente del Gobierno de Aragón                                    |                    | PP                 | 2023-Actual                                                               |                                    |
| Principado de Asturias | Consejo de Gobierno del Principado de Asturias |                                     | Adrián Barbón Presidente del Principado de Asturias                              |                    | PSOE               | 2019-2023 2023-Actual                                                     | FSA-PSOE Convocatoria por Asturias |
| Principado de Asturias | Consejo de Gobierno del Principado de Asturias | Mayoría, sumando a Podemos Asturies | Adrián Barbón Presidente del Principado de Asturias                              |                    | PSOE               | 2019-2023 2023-Actual                                                     |                                    |
| Islas Baleares         | Gobierno de las Islas Baleares                 |                                     | Marga Prohens Presidenta de las Islas Baleares                                   |                    | PP                 | 2023-Actual                                                               | PP                                 |
| Islas Baleares         | Gobierno de las Islas Baleares                 | Minoría, sumando a Sa Unió          | Marga Prohens Presidenta de las Islas Baleares                                   |                    | PP                 | 2023-Actual                                                               |                                    |
| Canarias               | Gobierno de Canarias                           |                                     | Fernando Clavijo Batlle Presidente de Canarias                                   |                    | CC                 | 2015-2019 2023-Actual                                                     | CC PP AHI                          |
| Canarias               | Gobierno de Canarias                           | Mayoría, sumando a ASG              | Fernando Clavijo Batlle Presidente de Canarias                                   |                    | CC                 | 2015-2019 2023-Actual                                                     |                                    |
| Cantabria              | Gobierno de Cantabria                          |                                     | María José Sáenz de Buruaga Presidenta de Cantabria                              |                    | PP                 | 2023'-Actual'                                                             | PP                                 |
| Cantabria              | Gobierno de Cantabria                          | Minoría                             | María José Sáenz de Buruaga Presidenta de Cantabria                              |                    | PP                 | 2023'-Actual'                                                             |                                    |
| Castilla-La Mancha     | Junta de Comunidades de Castilla-La Mancha     |                                     | Emiliano García-Page Presidente de la Junta de Comunidades de Castilla-La Mancha |                    | PSOE               | 2015-2019 2019-2023 2023-Actual                                           | PSCLM-PSOE                         |
| Castilla-La Mancha     | Junta de Comunidades de Castilla-La Mancha     | Mayoría                             | Emiliano García-Page Presidente de la Junta de Comunidades de Castilla-La Mancha |                    | PSOE               | 2015-2019 2019-2023 2023-Actual                                           |                                    |
| Castilla y León        | Junta de Castilla y León                       |                                     | Alfonso Fernández Mañueco Presidente de la Junta de Castilla y León              |                    | PP                 | 2019-2022 2022-Actual                                                     | PP                                 |
| Castilla y León        | Junta de Castilla y León                       | Minoría                             | Alfonso Fernández Mañueco Presidente de la Junta de Castilla y León              |                    | PP                 | 2019-2022 2022-Actual                                                     |                                    |
| Cataluña               | Generalidad de Cataluña                        |                                     | Salvador Illa Presidente de la Generalidad de Cataluña                           |                    | PSC                | 2024'-Actual'                                                             | PSC                                |
| Cataluña               | Generalidad de Cataluña                        | Minoría                             | Salvador Illa Presidente de la Generalidad de Cataluña                           |                    | PSC                | 2024'-Actual'                                                             |                                    |
| Ceuta                  | Consejo de Gobierno de Ceuta                   |                                     | Juan Jesús Vivas Presidente de la Ciudad Autónoma de Ceuta                       |                    | PP                 | 2001-2003 2003-2007 2007-2011 2011-2015 2015-2019 2019-2023 '2023'-Actual | PP                                 |
| Ceuta                  | Consejo de Gobierno de Ceuta                   | Minoría                             | Juan Jesús Vivas Presidente de la Ciudad Autónoma de Ceuta                       |                    | PP                 | 2001-2003 2003-2007 2007-2011 2011-2015 2015-2019 2019-2023 '2023'-Actual |                                    |
| Comunidad Valenciana   | Generalidad Valenciana                         |                                     | Carlos Mazón Presidente de la Generalidad Valenciana                             |                    | PP                 | 2023-Actual                                                               | PP                                 |
| Comunidad Valenciana   | Generalidad Valenciana                         | Minoría                             | Carlos Mazón Presidente de la Generalidad Valenciana                             |                    | PP                 | 2023-Actual                                                               |                                    |
| Extremadura            | Junta de Extremadura                           |                                     | María Guardiola Presidenta de la Junta de Extremadura                            |                    | PP                 | 2023'-Actual'                                                             | PP                                 |
| Extremadura            | Junta de Extremadura                           | Minoría                             | María Guardiola Presidenta de la Junta de Extremadura                            |                    | PP                 | 2023'-Actual'                                                             |                                    |
| Galicia                | Junta de Galicia                               |                                     | Alfonso Rueda Presidente de la Junta de Galicia                                  |                    | PP                 | 2022-2024 '2024'-Actual                                                   | PP                                 |
| Galicia                | Junta de Galicia                               | Mayoría                             | Alfonso Rueda Presidente de la Junta de Galicia                                  |                    | PP                 | 2022-2024 '2024'-Actual                                                   |                                    |
| La Rioja               | Gobierno de La Rioja                           |                                     | Gonzalo Capellán Presidente de La Rioja                                          |                    | PP                 | 2023-Actual                                                               | PP                                 |
| La Rioja               | Gobierno de La Rioja                           | Mayoría                             | Gonzalo Capellán Presidente de La Rioja                                          |                    | PP                 | 2023-Actual                                                               |                                    |
| Comunidad de Madrid    | Gobierno de la Comunidad de Madrid             |                                     | Isabel Díaz Ayuso Presidenta de la Comunidad de Madrid                           |                    | PP                 | 2019-2021 2021-2023 2023-Actual                                           | PP                                 |
| Comunidad de Madrid    | Gobierno de la Comunidad de Madrid             | Mayoría                             | Isabel Díaz Ayuso Presidenta de la Comunidad de Madrid                           |                    | PP                 | 2019-2021 2021-2023 2023-Actual                                           |                                    |
| Melilla                | Consejo de Gobierno de Melilla                 |                                     | Juan José Imbroda Presidente de la Ciudad Autónoma de Melilla                    |                    | PP                 | 2000-2003 2003-2007 2007-2011 2011-2015 2015-2019 2023-Actual             | PP                                 |
| Melilla                | Consejo de Gobierno de Melilla                 | Mayoría                             | Juan José Imbroda Presidente de la Ciudad Autónoma de Melilla                    |                    | PP                 | 2000-2003 2003-2007 2007-2011 2011-2015 2015-2019 2023-Actual             |                                    |
| Región de Murcia       | Gobierno de la Región de Murcia                |                                     | Fernando López Miras Presidente de la Región de Murcia                           |                    | PP                 | 2017-2019 2019-2023 2023-Actual                                           | PP                                 |
| Región de Murcia       | Gobierno de la Región de Murcia                | Minoría                             | Fernando López Miras Presidente de la Región de Murcia                           |                    | PP                 | 2017-2019 2019-2023 2023-Actual                                           |                                    |
| Navarra                | Gobierno de Navarra                            |                                     | María Chivite Presidenta del Gobierno de Navarra                                 |                    | PSOE               | 2019-2023 2023-Actual                                                     | PSN-PSOE Geroa Bai Contigo-Zurekin |
| Navarra                | Gobierno de Navarra                            | Minoría                             | María Chivite Presidenta del Gobierno de Navarra                                 |                    | PSOE               | 2019-2023 2023-Actual                                                     |                                    |
| País Vasco             | Gobierno Vasco                                 |                                     | Imanol Pradales Presidente del Gobierno Vasco                                    |                    | PNV                | 2024-Actual                                                               | PNV PSE-EE                         |
| País Vasco             | Gobierno Vasco                                 | Mayoría                             | Imanol Pradales Presidente del Gobierno Vasco                                    |                    | PNV                | 2024-Actual                                                               |                                    |

| \| Porcentaje actual de Presidencias por partido[37] \| Porcentaje actual de Presidencias por partido[37] \| Porcentaje actual de Presidencias por partido[37] \| Porcentaje actual de Presidencias por partido[37] \| Porcentaje actual de Presidencias por partido[37] \| \| ------------------------------------------------- \| ------------------------------------------------- \| ------------------------------------------------- \| ------------------------------------------------- \| ------------------------------------------------- \| \| \| \| \| \| \| \| PP \| PP \| \| 68.42 % \| 68.42 % \| \| PSOE \| PSOE \| \| 21.05 % \| 21.05 % \| \| PNV \| PNV \| \| 5.26 % \| 5.26 % \| \| CC \| CC \| \| 5.26 % \| 5.26 % \| |      |  |         |         |
| Porcentaje actual de Presidencias por partido |      |  |         |         |
| |      |  |         |         |
| PP | PP   |  | 68.42 % | 68.42 % |
| PSOE | PSOE |  | 21.05 % | 21.05 % |
| PNV | PNV  |  | 5.26 %  | 5.26 %  |
| CC | CC   |  | 5.26 %  | 5.26 %  |